# Бунін Сергій Валерійович
Сергій Валерійович Бунін (нар. 3 травня 1971, м. Київ) — український підприємець, політик. Народний депутат України 9-го скликання, що задекларував найбільшу кількість земельних ділянок. Член Комітету Верховної Ради з питань аграрної та земельної політики. 

## Життєпис
Закінчив Український транспортний університет (спеціальність «Інженер-механік»), Київський національний університет імені Тараса Шевченка (спеціальність «Правознавство»).
З 1991 по 2002 рік працював на різних посадах (від водія до генерального директора) у НВО «Укрпромбудсервіс». 
З 2001 року — директор ТОВ «Грант».
Депутат Київської обласної ради VII скликання від партії "Об'єднання «Самопоміч». Очолює постійну комісію облради з питань управління комунальною власністю, приватизації та житлово-комунального господарства та впровадження енергозберігаючих технологій.
Бунін є головою громадської благодійної організації «Ліга підтримки вітчизняного виробника».
Кандидат у народні депутати від партії «Слуга народу» на парламентських виборах у 2019 році (виборчий округ № 98, м. Бориспіль, Бориспільський, Згурівський, Переяслав-Хмельницький, Яготинський райони, частина Броварського району). На час виборів: директор ТОВ «Грант», безпартійний.
У грудні 2018 року був включений до списку українців, на які поширюються санкції РФ. 
Одружений, має сина.